# Zodiac (båtar)

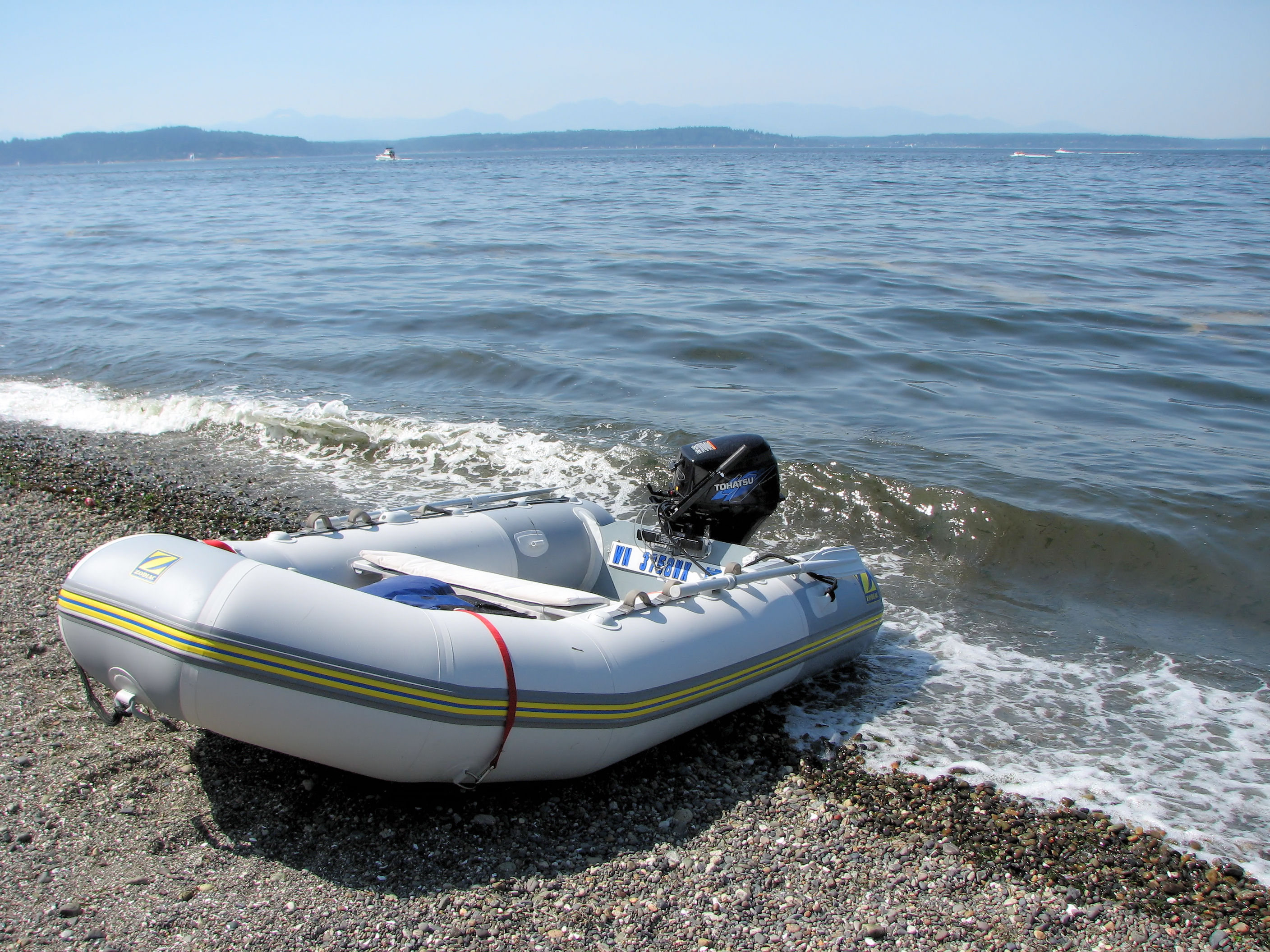
Uppdragen Zodiac gummibåt

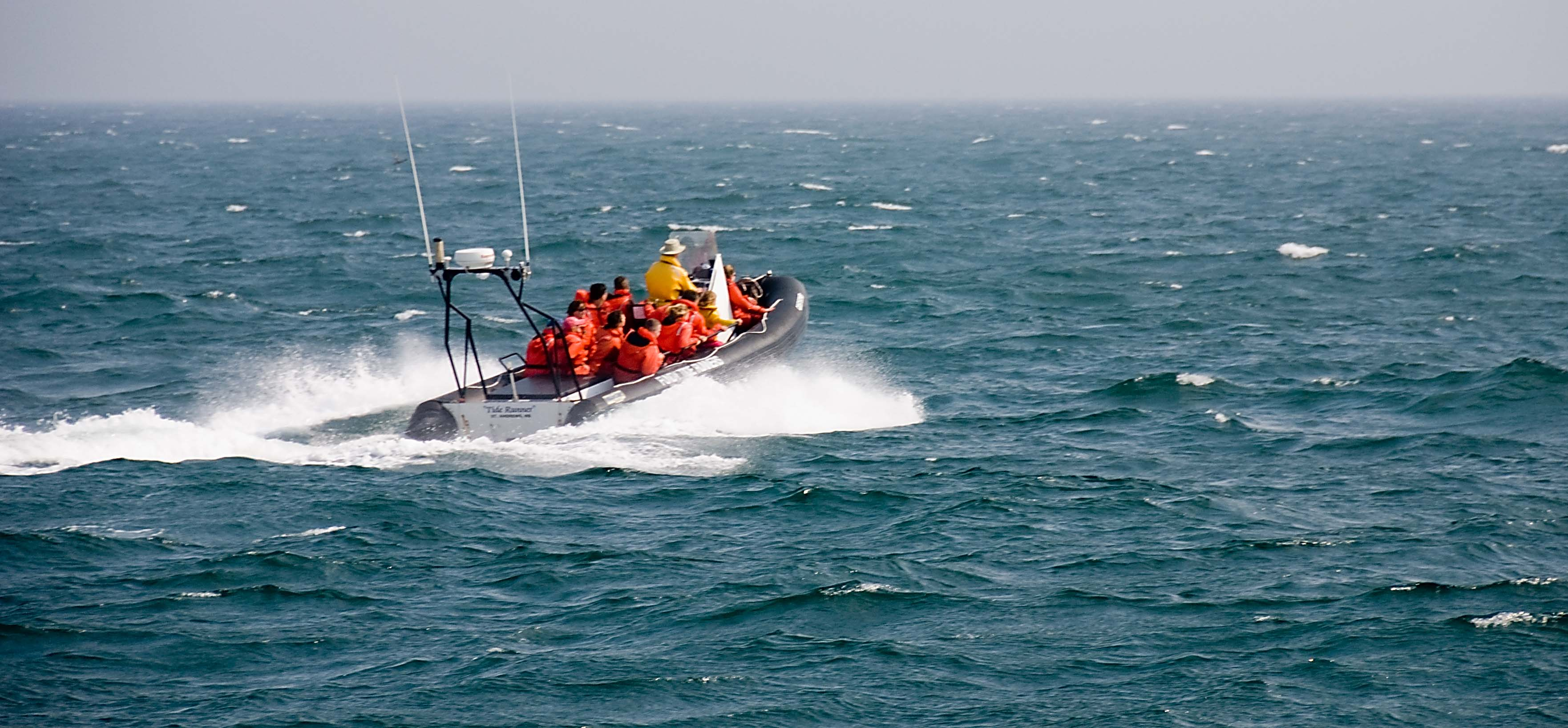
Zodiac-ribbåt vid valexkursion

Zodiac är ett varumärke för gummiprodukter som gummibåtar, ribbåtar och pooler, som ägs av det franska företaget Zodiac Marine and Pools, majoritetsägt av amerikanska investmentföretaget Carlyle Group. Det används också som generiskt begrepp för gummibåtar med uppblåsbara fendrar i största allmänhet.
Företaget Zodiac Marine and Pools grundades i september 2007, när franska Zodiac Aerospace sålde sin produktion av båtar och bassänger till ett med Carlyle samägt företag, i vilket också ingick tidigare Jandy Pool Products. Zodiac köpte 1998 brittiska Avon Inflatables, som tillverkade ribbåtar av märket Avon Searider i Wales, senare nedlagd. Avonbåtarna marknadsförs idag under varumärket Searider Milpro.
Zodiac utvecklade från 1930 uppblåsbara gummibåtar enligt ett koncept med fast botten. fendrar och utombordsmotor som den franske äventyraren Alain Bombard (1924-2005) kommit med idén till.
Små båtar av denna typ används av kommandosoldater världen över, som räddningsbåtar på fartyg och som jollar och fritidsbåtar. Ur denna båttyp har också utvecklats ribbåtar, vilka har ett båtskrov med V-form.

## Bildgalleri

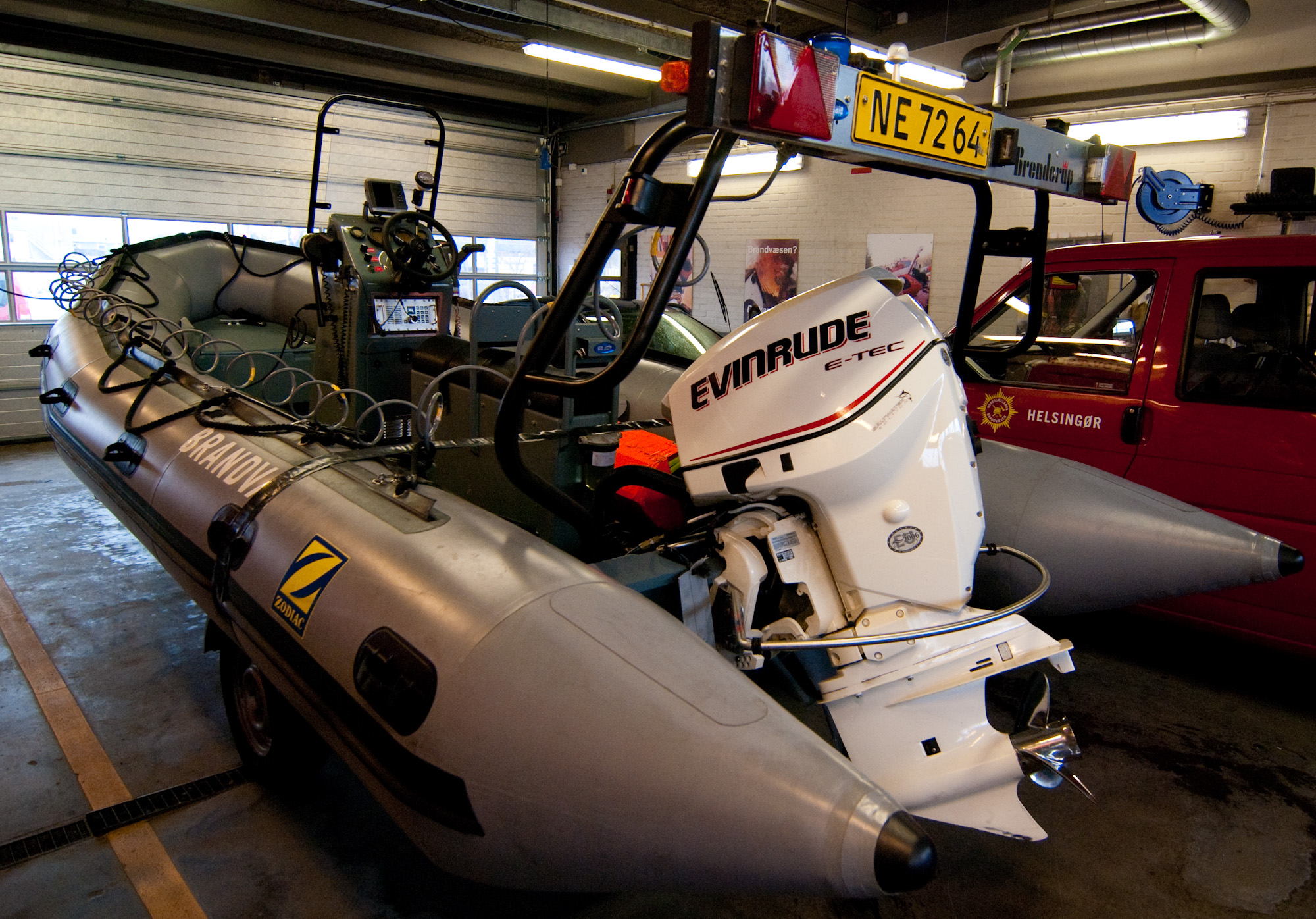
Räddningsbåt på Helsingørs brandstation
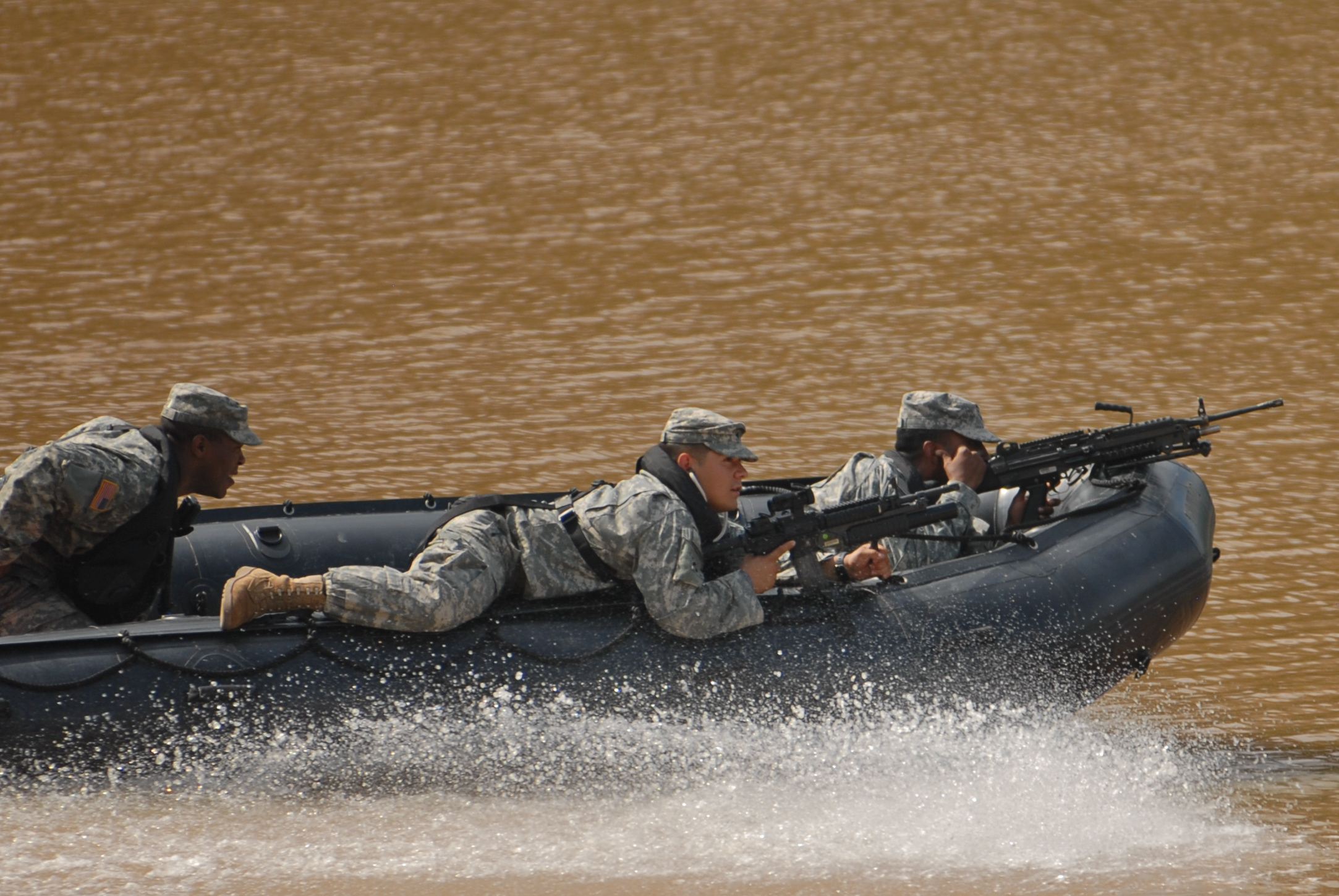
Amerikanska jägarsoldater på övning utanför Afrikas kust
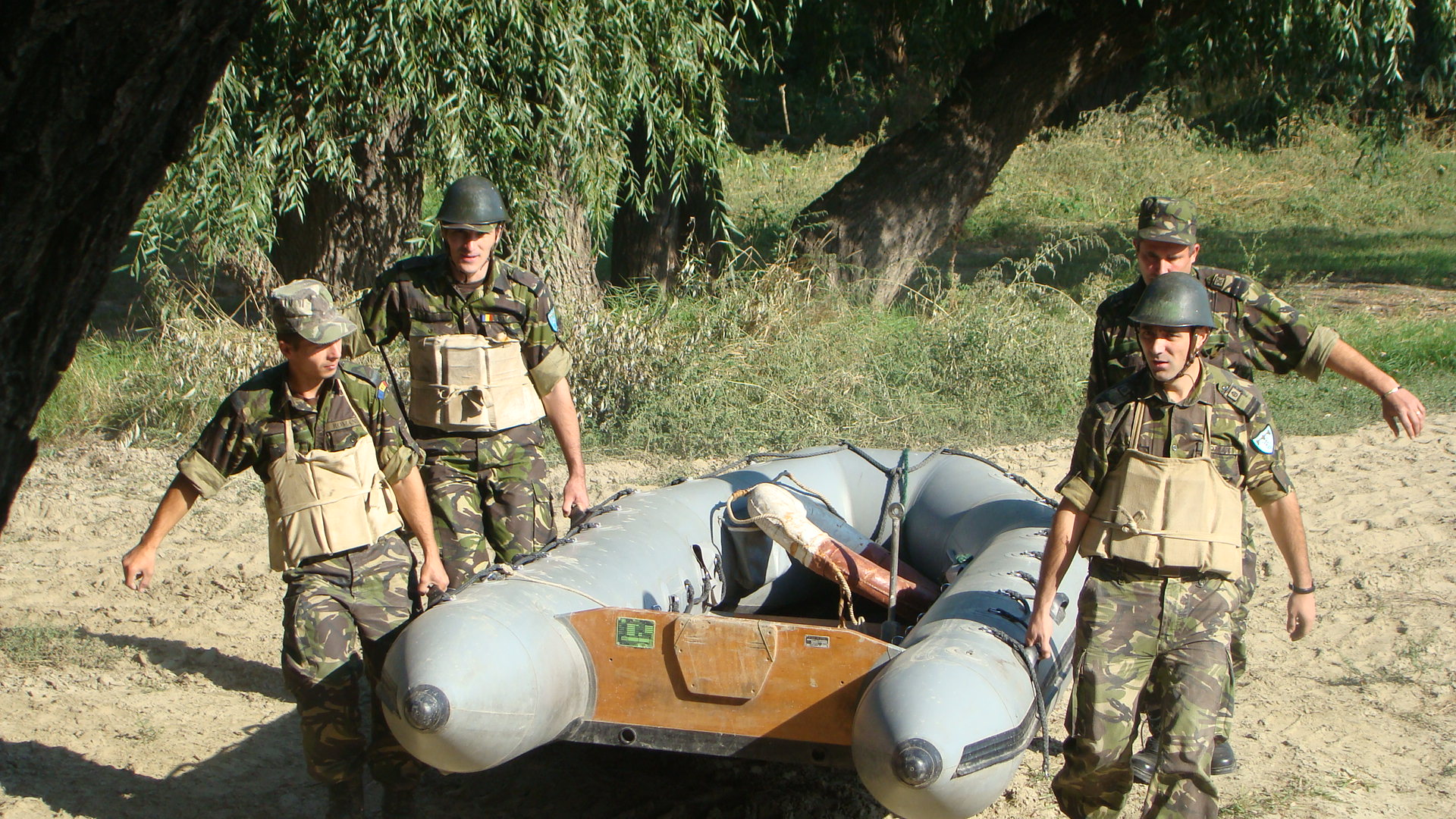
Rumänska kommandosoldater
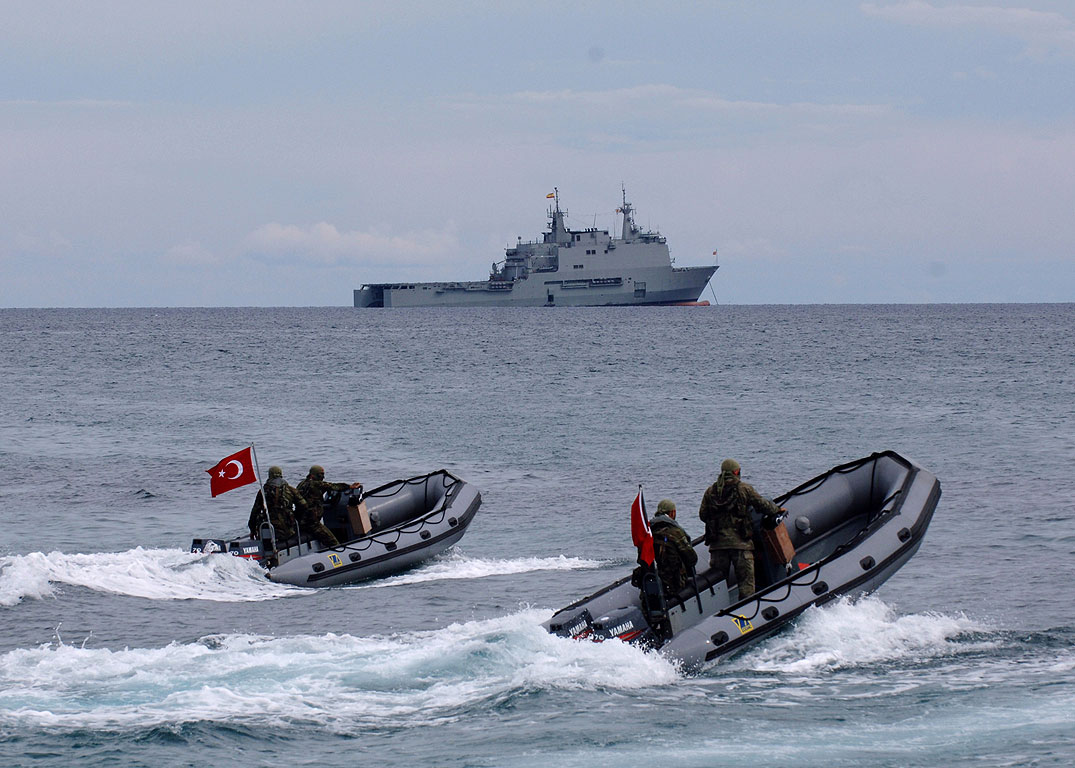
Turkiska marinsoldater